# Coppa Italia 2012 (canoa polo under 21, femminile e juniores)
Le Coppe Italia 2012 under 21, femminile e juniores (la prima in assoluto) si sono tenute ad Anzola dell'Emilia nei giorni 31 marzo e 1º aprile, contemporaneamente alla maschile. 9 erano le squadre under 21, 4 le femminili e 4 le juniores (U18), e sono state vinte rispettivamente dalla Società Canottieri Ichnusa, dal Circolo Nautico Posillipo e dalla Lega Navale Ancona (che ha superato l'Ichnusa per differenza reti). Inoltre le squadre femminili e juniores hanno poi giocato in un torneo misto vinto ancora dal Posillipo. In realtà le squadre femminili iscritte alla Coppa Italia erano solo 3, perché il Catania era iscritto al Torneo Internazionale (abbinato alla Coppa Italia) essendo formato da giocatrici provenienti da due squadre diverse, GS Catania e PC Catania.

## Coppa Italia Under 21

### Formula
Le 9 squadre erano divise in 2 gironi all'italiana, al termine dei quali le prime due classificate si sono sfidate in semifinali e finali, mentre le terze hanno disputato direttamente la finale per il quinto posto (andata e ritorno). L'ultima del girone 1 e le ultime due dell'altro si sono invece sfidate in un triangolare.

### Gironi
|  |    | Girone J1      | Pti | G | V | N | P |
|  | -- | -------------- | --- | - | - | - | - |
|  | 1. | SC Ichnusa     | 9   | 3 | 3 | 0 | 0 |
|  | 2. | CN Posillipo   | 6   | 3 | 2 | 0 | 1 |
|  | 3. | UCK Bari       | 3   | 3 | 1 | 0 | 2 |
|  | 4. | Idroscalo Club | 0   | 3 | 0 | 0 | 3 |

|  |    | Girone J2   | Pti | G | V | N | P |
|  | -- | ----------- | --- | - | - | - | - |
|  | 1. | CUS Bari    | 10  | 4 | 3 | 1 | 0 |
|  | 2. | CC Firenze  | 9   | 4 | 3 | 0 | 1 |
|  | 3. | PS Chiavari | 7   | 4 | 2 | 1 | 1 |
|  | 4. | GC Polesine | 3   | 4 | 1 | 0 | 3 |
|  | 5. | ARCI Lerici | 0   | 4 | 0 | 0 | 4 |

### Semifinali
- SC Ichnusa - CC Firenze 4-3
- CUS Bari - CN Posillipo 3-4

### Finali
- CC Firenze - CUS Bari 4-2
- SC Ichnusa - CN Posillipo 6-0

### Classifica finale
1 Società Canottieri Ichnusa
2 Circolo Nautico Posillipo
3 Canottieri Comunali Firenze
4 CUS Bari
5 UCK Bari
6 Pro Scogli Chiavari
7 ARCI Borgata Marinara Lerici
8 Gruppo Canoe Polesine
9 Idroscalo Club

## Coppa Italia Femminile

### Formula
Le 4 squadre hanno deciso il vincitore con un semplice girone all'italiana.

### Classifica
|  |    | Girone I                  | Pti | G | V | N | P |
|  | -- | ------------------------- | --- | - | - | - | - |
|  | 1. | Circolo Nautico Posillipo | 9   | 3 | 3 | 0 | 0 |
|  | 2. | Catania                   | 6   | 3 | 2 | 0 | 1 |
|  | 3. | Canoa Club Bologna        | 3   | 3 | 1 | 0 | 2 |
|  | 4. | KST 2001 Siracusa         | 0   | 3 | 0 | 0 | 3 |

## Coppa Italia Juniores

### Formula
La formula era identica a quella della Coppa Italia Femminile

### Classifica
|  |    | Girone L          | Pti | G | V | N | P |
|  | -- | ----------------- | --- | - | - | - | - |
|  | 1. | LNI Ancona        | 7   | 3 | 2 | 1 | 0 |
|  | 2. | SC Ichnusa        | 7   | 3 | 2 | 1 | 0 |
|  | 3. | CC Firenze        | 3   | 3 | 1 | 0 | 2 |
|  | 4. | LNI San Benedetto | 0   | 3 | 0 | 0 | 3 |

LNI Ancona vince la coppa per differenza reti migliore nei confronti della SC Ichnusa.

## Torneo femminile/juniores

### Formula
Le prime due squadre femminili e le prime due juniores si sono sfidate in semifinali e finali, così come quelle arrivate terze e quarte.

### Semifinali
- LNI Ancona U18 - Catania F 2-5
- CN Posillipo F - SC Ichnusa U18 6-3

### Finali
- SC Ichnusa U18 - LNI Ancona U18 4-2
- CN Posillipo F - Catania F 7-2

### Classifica Finale
1 Circolo Nautico Posillipo F
2 Catania F
3 Società Canottieri Ichnusa U18
4 Lega Navale Italiana Ancona U18
5 Canoa Club Bologna F
6 Canottieri Comunali Firenze U18
7 Lega Navale Italiana San Benedetto del Tronto U18
8 KST 2001 Siracusa F